# Seljes
Seljes eller Seljesåsen är en ort och ett turistcentrum i ett naturskönt område som ligger i Nedervetil i Kronoby kommun, Österbotten.
Byn ligger i anslutning till en ås, Seljesåsen, som höjer sig några meter över den karaktäristiskt låglänta österbottniska våtmarken. Vid åsens fot ligger byn.
I byn finns även en camping, Seljes Camping, som är en populär camping för fiskare.
I anslutning till byn finns även en sjö, Seljessjön, som har en areal på cirka 60 hektar. I denna sjö utplanteras årligen 2 500–3 000 kg regnbågsöring. Varje år ordnas i början av maj "laxfiskeöppning" som med åren har blivit en relativt stor händelse.
Seljessjön är ett populärt tillhåll för sportfiskare.[källa behövs]